# Свободное (Хабаровский край)
Свобо́дное — село в Николаевском районе Хабаровского края. Входит в состав Озерпахского сельского поселения. Расположено на берегу Амурского лимана.

## Достопримечательности
Братская могила

## Население
| 2002 | 2010 | 2011 | 2012 | 2021 |
| ---- | ---- | ---- | ---- | ---- |
| 12   | ↘0   | →0   | →0   | →0   |